# Janzur (distrito)
Janzur (em árabe: جَنْزُور) foi um distrito da Líbia. Foi criado 1983, durante a reforma daquele ano, mas teve efêmera existência, pois na reforma de 1987 foi abolido e seu território foi absorvido pelos distritos vizinhos.